# Slobodan Mišković
Slobodan Mišković   (Sèrbia, 12 de desembre de 1944 - 4 de juliol de 1997) fou un jugador d'handbol iugoslau d'origen serbi, que va competir durant la dècada de 1970.
El 1972 va prendre part en els Jocs Olímpics de Múnic, on guanyà la medalla d'or en la competició d'handbol.